# Capnia sextuberculata
Capnia sextuberculata är en bäcksländeart som beskrevs av Jewett 1954. Capnia sextuberculata ingår i släktet Capnia och familjen småbäcksländor. Inga underarter finns listade i Catalogue of Life.